# Лошица (Минск)

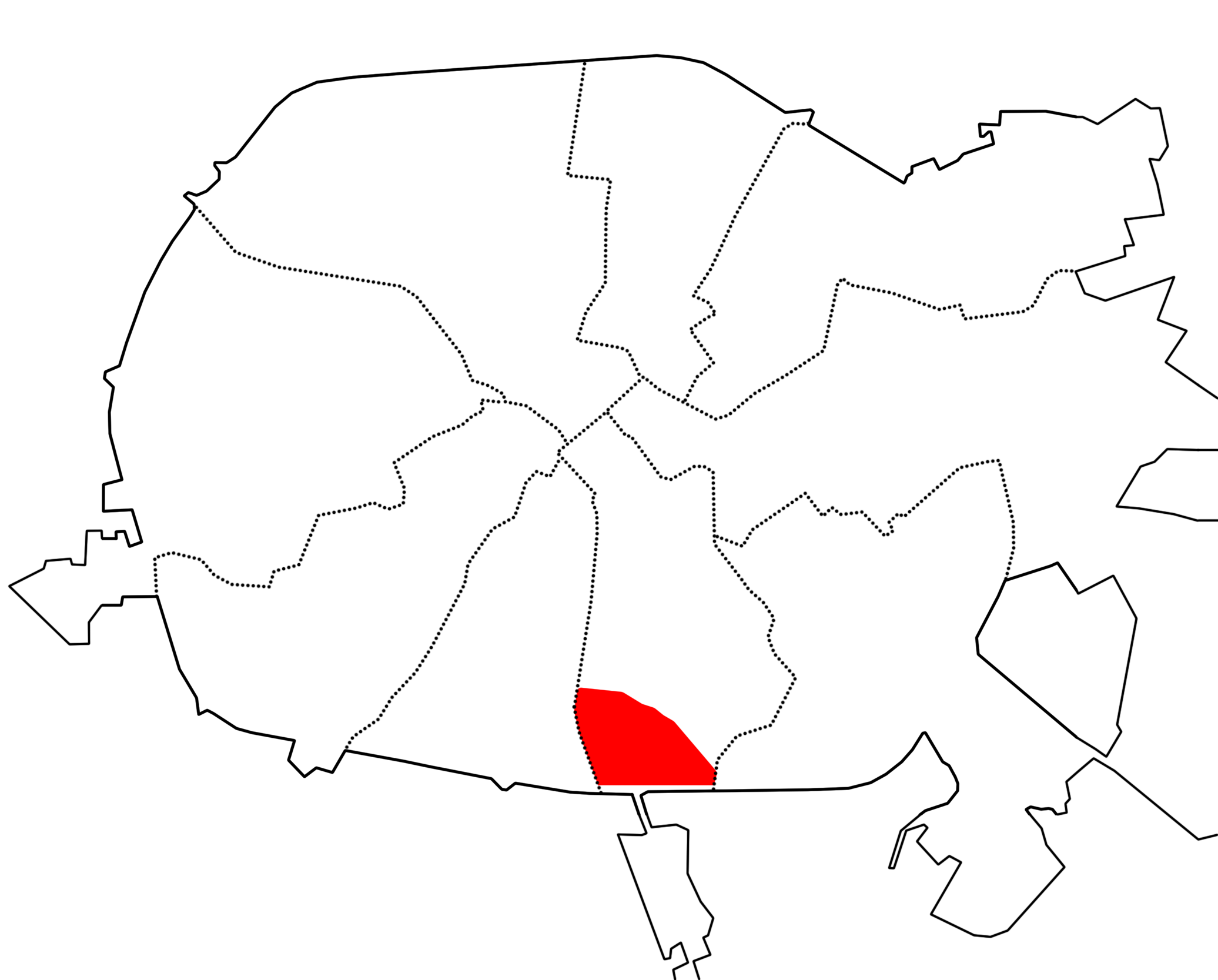
Расположение микрорайона на карте города

Лоши́ца (бел. Лошы́ца) — жилой район в составе Ленинского района города Минска, насчитывает в своём составе 10 микрорайонов. Расположен в южной части города, от МКАД отделён улицей Прушинских. Микрорайоны Лошицы построены вдоль Игуменского тракта. Один из самых новых районов Минска: застройка началась в 2000 году. Рассчитан на 50 тысяч жителей, однако за счёт добавления в планы новых микрорайонов население увеличилось.

## Улицы

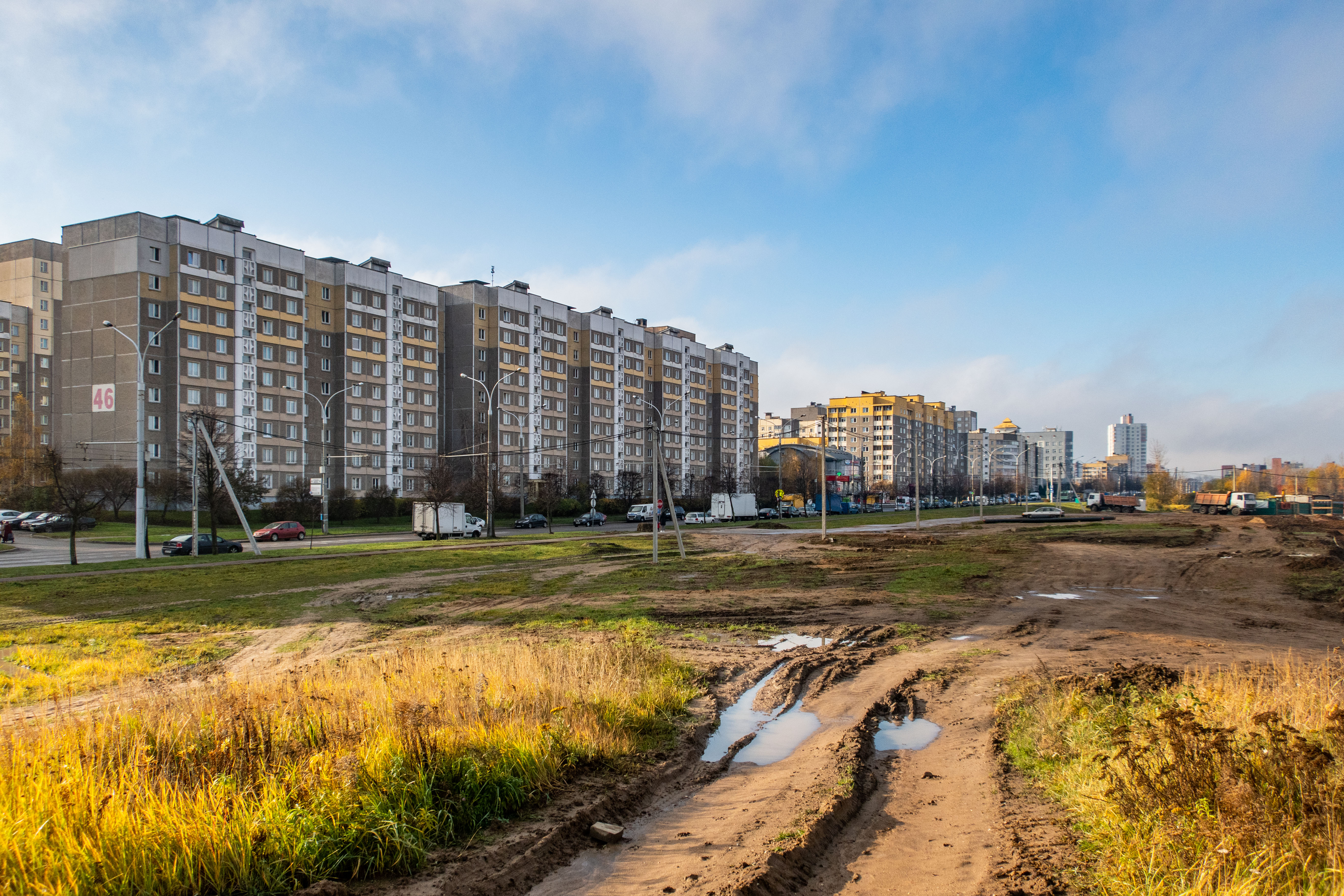
Улица Янки Лучины (Лошица-2)

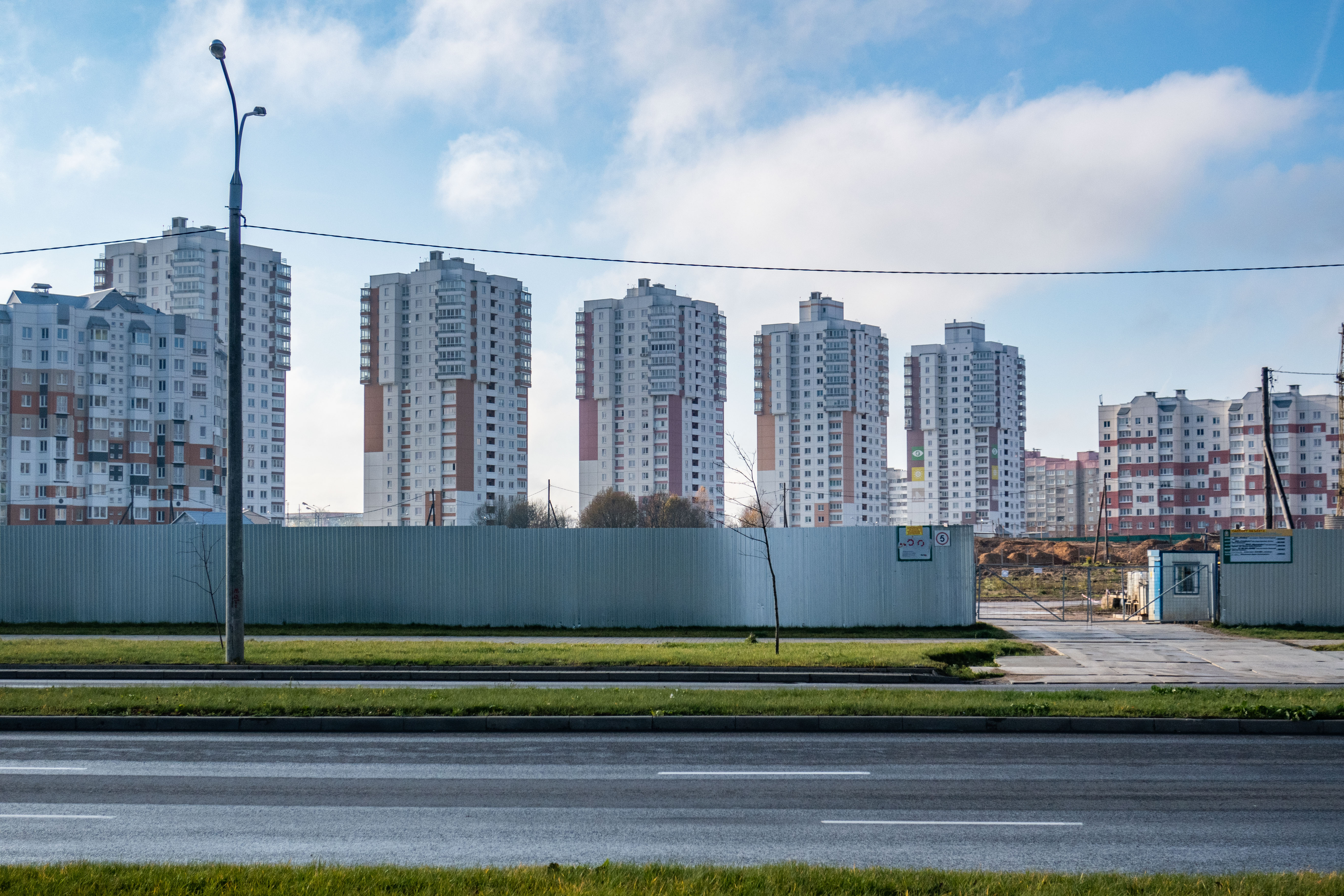
Лошица-9

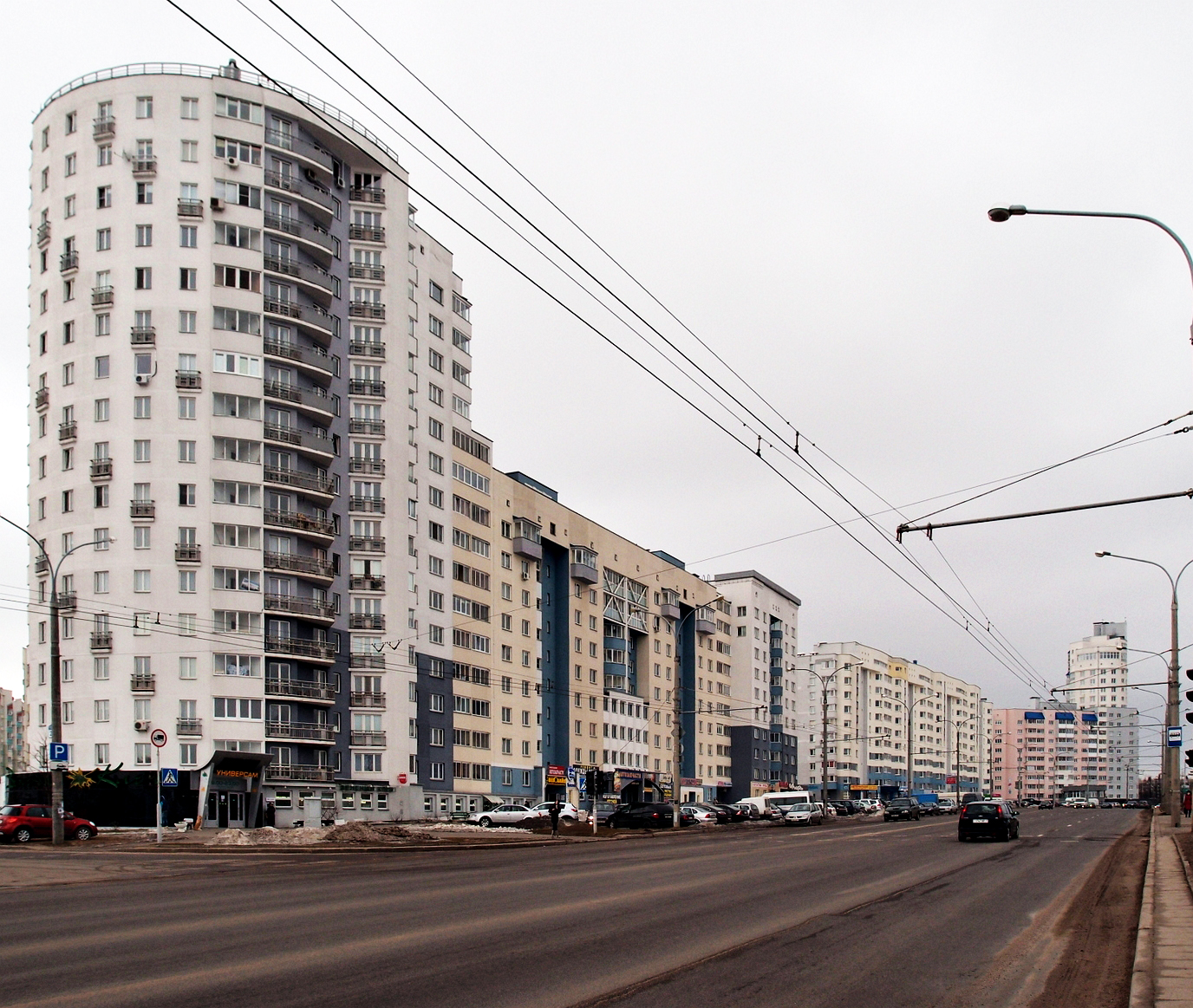
Игуменский тракт (Лошица-3)

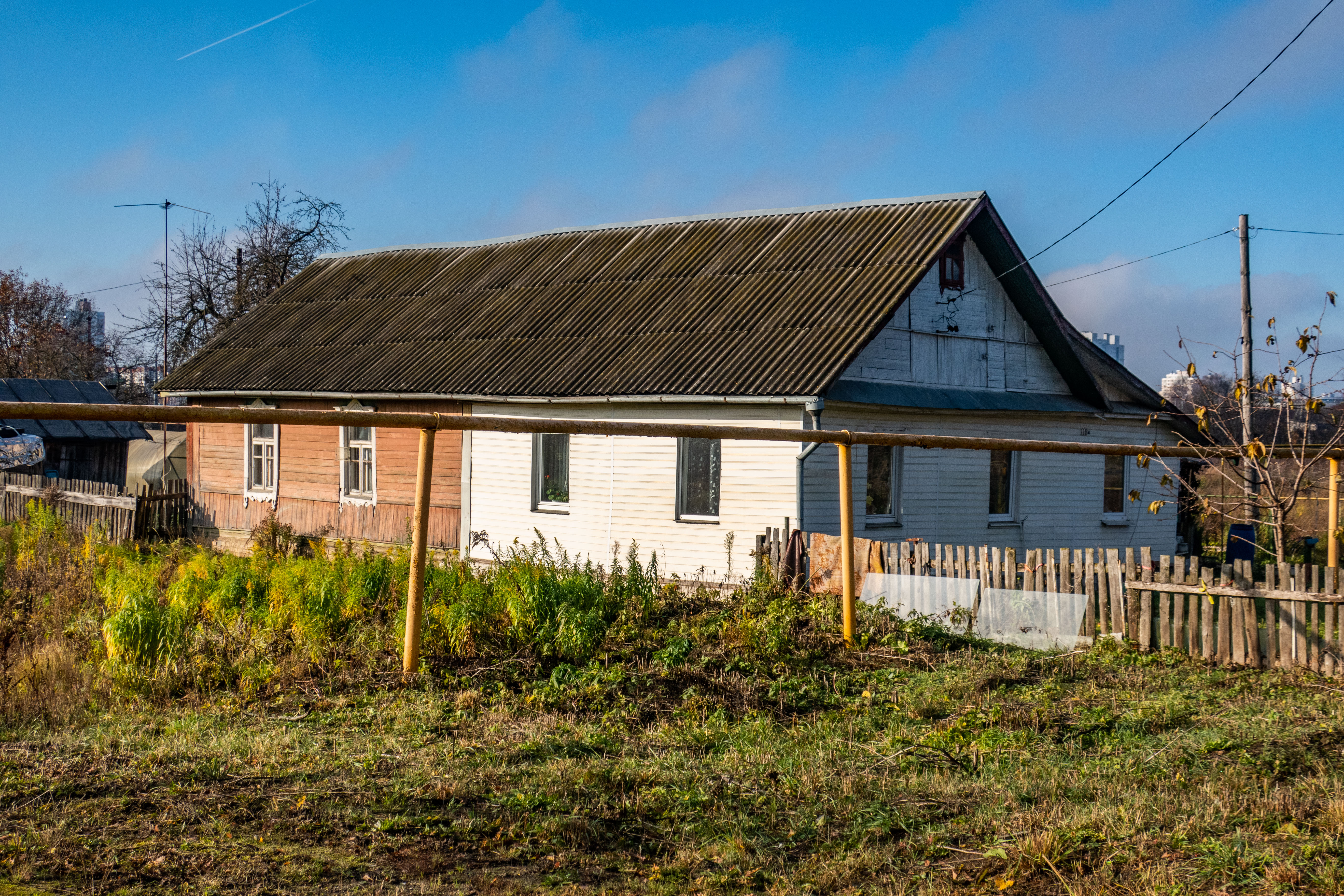
Остатки старой одноэтажной застройки на территории микрорайона

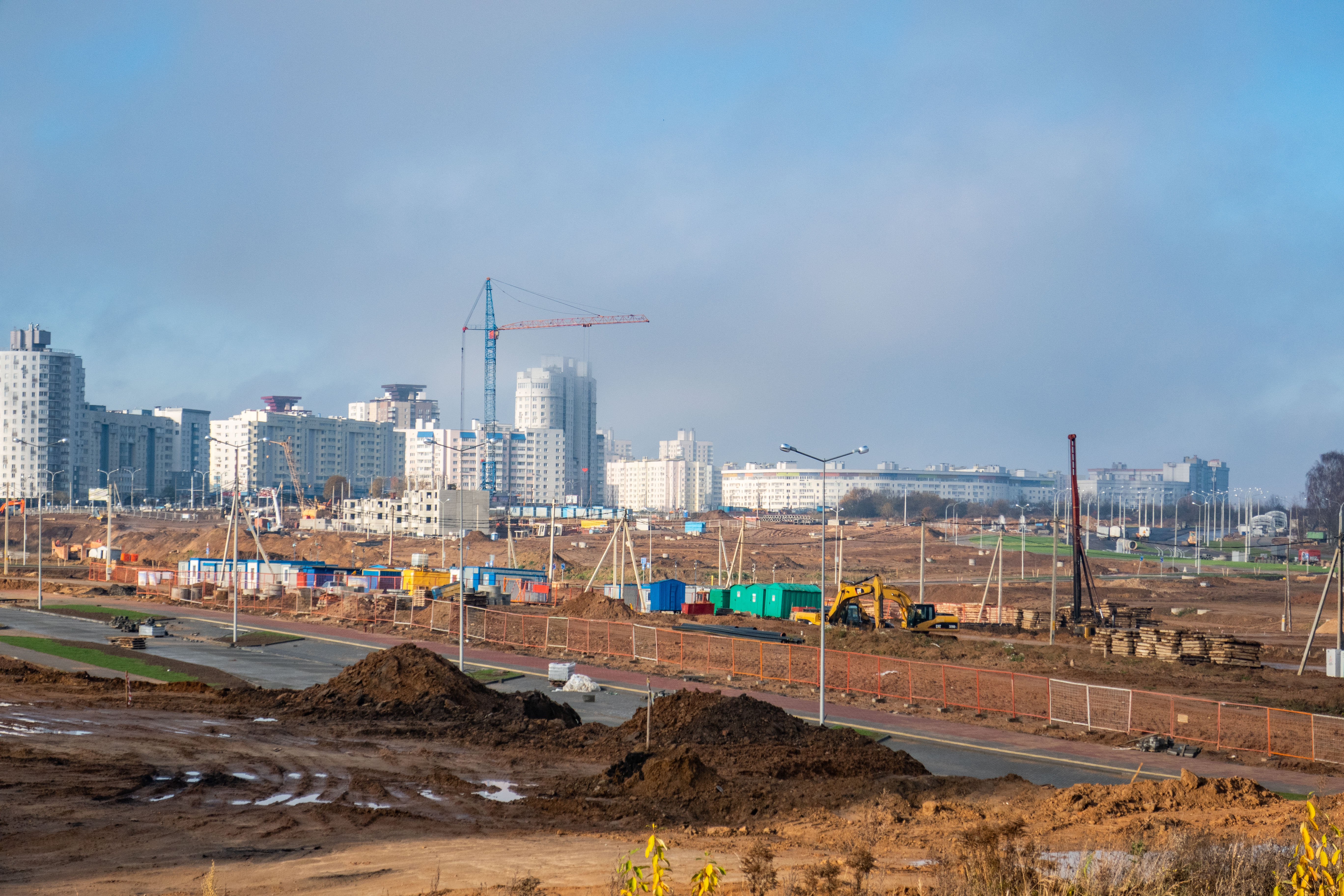
Строительство микрорайона Лошица-8

- Игуменский тракт (бел. Ігуменскі тракт) — главная улица микрорайона;
- улица Прушинских (бел. вуліца Прушынскіх);
- улица Янки Лучины (бел. вуліца Янкі Лучыны);
- улица Чижевских (бел. вуліца Чыжэўскіх);
- улица Виктора Турова (бел. вуліца Віктара Турава);
- улица Владислава Сырокомли (бел. вуліца Уладзіслава Сыракомлі);
- улица Михаила Пташука (бел. вуліца Міхаіла Пташука);
- улица Павла Шпилевского ((бел. вуліца Паўла Шпілеўскага);
- улица Иосифа Гошкевича (бел. вуліца Іосіфа Гашкевіча);
- улица Каруся Каганца (бел. вуліца Каруся Каганца);
- улица Язепа Дроздовича (бел. вуліца Язэпа Драздовіча);

## История
Деревня Лошица (до революции известная как Лошица Любанского) была расположена вдоль реки Свислочь в 6 км от центра Минска. Входила в состав Новодворского сельсовета. В деревне располагалось опытное хозяйство НИИ картофелеводства и плодоовощеводства. В 1985 году деревня Лошица 1-я включена в городскую черту города Минска, а в 2000 году возле неё началось массовое жилищное строительство.
К 2015 году планировалось завершение застройки, но позже было решено увеличить площадь застройки и к существующим четырём микрорайонам в Лошице добавить ещё шесть:
- пять микрорайонов — с нечётной стороны Игуменского тракта и вдоль улиц Янки Лучины и Прушинских,
- один микрорайон — с чётной стороны Игуменского тракта, на свободных землях в границах улиц Дроздовича и Шпилевского.

## Инфраструктура
В жилом районе существует развитая городская инфраструктура, в каждом микрорайоне создана развитая сеть торговых объектов, аптек и других объектов обслуживания населения. В Лошице расположена нотариальная контора №1 Ленинского района Минска. В Лошице расположены 5 школ (№ 24, 51, 111, 130, 224), гимназия (№ 40), 7 детских садов и ясли-садов (№ 3, 8, 84, 137, 182, 316). В жилом районе расположена 37-я городская поликлиника и детский психиатрический диспансер. В Лошице имеются 2 гипермаркета — ТЦ «Гиппо» и ТЦ «Е-сити» (Евроопт), оба находятся рядом с микрорайоном Лощица-1.

## Транспорт

### Городская электричка
- Остановочный пункт «Лошица»

### Автобусы
- 2с Лошица 2 — ст.м. Тракторный завод
- 3с Чижовка — Вокзал
- 48 Чижовка — Ландера (по будням)
- 51 Ж/д станция «Лошица» — Чижовка-1
- 81э Лошица 2 — Вокзал
- 65 Лошица 2 — Городской вал
- 67 Чижовка — Колядичи (по будням)
- 85с Дружная — Гатово
- 88с Ангарская — Ландера (по будням)
- 98с Лошица 2 — ст. м. Могилёвская (по будням в часы «пик»)
- 102 Чижовка — Вокзал
- 114с Чижовка — Авторынок
- 124 Лошица 2 — ст. м. Пушкинская
- 134с Малиновка-4 — Чижовка (по понедельникам)
- 148с Ландера — Шабаны (по выходным)
- 175э Вокзал — Колядичи (по будням)
- 176э Серова — Шабаны (по будням)
- 191 Лошица 2 — Воронянского (по будням)

### Троллейбусы
В 2011 году протянута троллейбусная линия.
Маршруты:
- 6 Лошица-2 — Вокзал
- 15 Лошица-2 — Дражня (по будням)
- 22 Лошица-2 - Карастояновой
- 24 Лошица-2 — Серебрянка
- 50 Лошица 2 — ст. м. Автозоводская

### Трамвай
Планировалась прокладка трамвайной линии по улице Шпилевского.

## Достопримечательности
- Усадебно-парковый комплекс «Лошица»
- Лошицкий яр